# 見つめていたい (Romiの曲)
『見つめていたい』（みつめていたい）は、Romiの5枚目のシングル。1998年2月18日発売。発売元はポリドール。

## 解説
「見つめていたい」は、GLAYのTAKUROによるプロデュース。GLAYにとって1998年といえば、前年発売のベストアルバム『REVIEW-BEST OF GLAY』が大ヒットした後の時期であり、注目を集めていたが、このプロデュース・ワークに関してはあまりヒットを飛ばせなかった。
TAKUROは「芯のある凛とした声で、一人の女性として自立している女性像を持ったボーカリスト」をイメージして制作した。
Romiの作品は、本作以外は全てバンダイ・ミュージックエンタテインメントからリリースされているため、TAKUROによるプロデュースのためだけに、当時のGLAYが所属するレコード会社と同じポリドールから一時的にリリースしたようである。そのためか、「見つめていたい」は、後にリリースされるベスト・アルバム『ROMI』にも収録されていないため、現在でもこのシングルのみの収録である。
また、Romiはこのシングルと『ROMI』を最後にCD発売を行っておらず、事実上の引退となったようである。
なお、GLAYは『rare collectives vol.1』で「見つめていたい」をセルフ・カヴァーしている。

## 収録曲
1. 見つめていたい
（作詞:TAKURO & 長島三奈 作曲・編曲:TAKURO）
テレビ朝日系『長野オリンピック』テーマソング
2. moon〜私へ〜
（作詞:Romi 作曲・編曲:葦澤伸太郎）
3. 見つめていたい [Off vocal Version]
（作曲・編曲:TAKURO）